# 金州卫
金州卫，明朝政府在辽东半岛南部的军政建制。下辖6个千户所：
- 金州中左千户所
- 金州后千户所
- 金州中千户所
- 金州左千户所
- 金州右千户所

辖域对应今大连市城四区、旅顺口区、金州区、普兰店市南部、庄河石城岛、王家岛以及长海县。

## 历史
1375年时，设立金州卫，与金州建制平行，分管军、民。1395年废除金州，金州卫成为军政合一建制。 1633年后金攻占辽东半岛南部，金州卫覆灭。